# Walter Jackson Freeman III
Walter Jackson Freeman III (* 30. Januar 1927 in Washington, D.C.; † 24. April 2016 in Berkeley, Kalifornien) war ein US-amerikanischer Biologe, Theoretischer Neurowissenschaftler und Philosoph.
Sein Vater war Walter Jackson Freeman II.
Walter Jackson Freeman III studierte Physik und Mathematik am Massachusetts Institute of Technology (MIT), Philosophie an der University of Chicago und Medizin an der Yale University sowie der Johns Hopkins University. An der University of California, Los Angeles wurde er 1954 zum M.D. promoviert.
Walter Jackson Freeman III war Professor an der University of California, Berkeley.
Er erforschte die olfaktorische Wahrnehmung von Kaninchen unter Verwendung der Elektroenzephalografie (EEG). Er befasste sich auch mit den theoretischen Grundlagen der Neurodynamik aufbauend auf Erkenntnissen der Chaostheorie.

## Schriften (Auswahl)
- Mass Action in the Nervous System, 1975.
- Societies of Brains, 1995.
- How Brains Make up Their Minds, 1999.
- Neurodynamics, 2000.
- Freeman, W.J. (1995): Chaos in the brain: Possible roles in biological intelligence. Int. J. Intell. Syst., 10: 71-88. https://doi.org/10.1002/int.4550100107.
- Freeman, Walter J.: Consciousness, intentionality and causality. Journal of Consciousness Studies 6.11-12 (1999): 143-172.
- Ohl, F., Scheich, H. & Freeman, W.: Change in pattern of ongoing cortical activity with auditory category learning. Nature 412, 733–736 (2001). https://doi.org/10.1038/35089076.